# Black Emanuelle (série de films)
 Pour plus de détails, voir Fiche technique et Distribution
Black Emanuelle (Emanuelle nera) est une série italienne de films érotico-pornographiques, réalisés entre le milieu des années 1970 et les premières années de la décennie 1980.

## Les origines

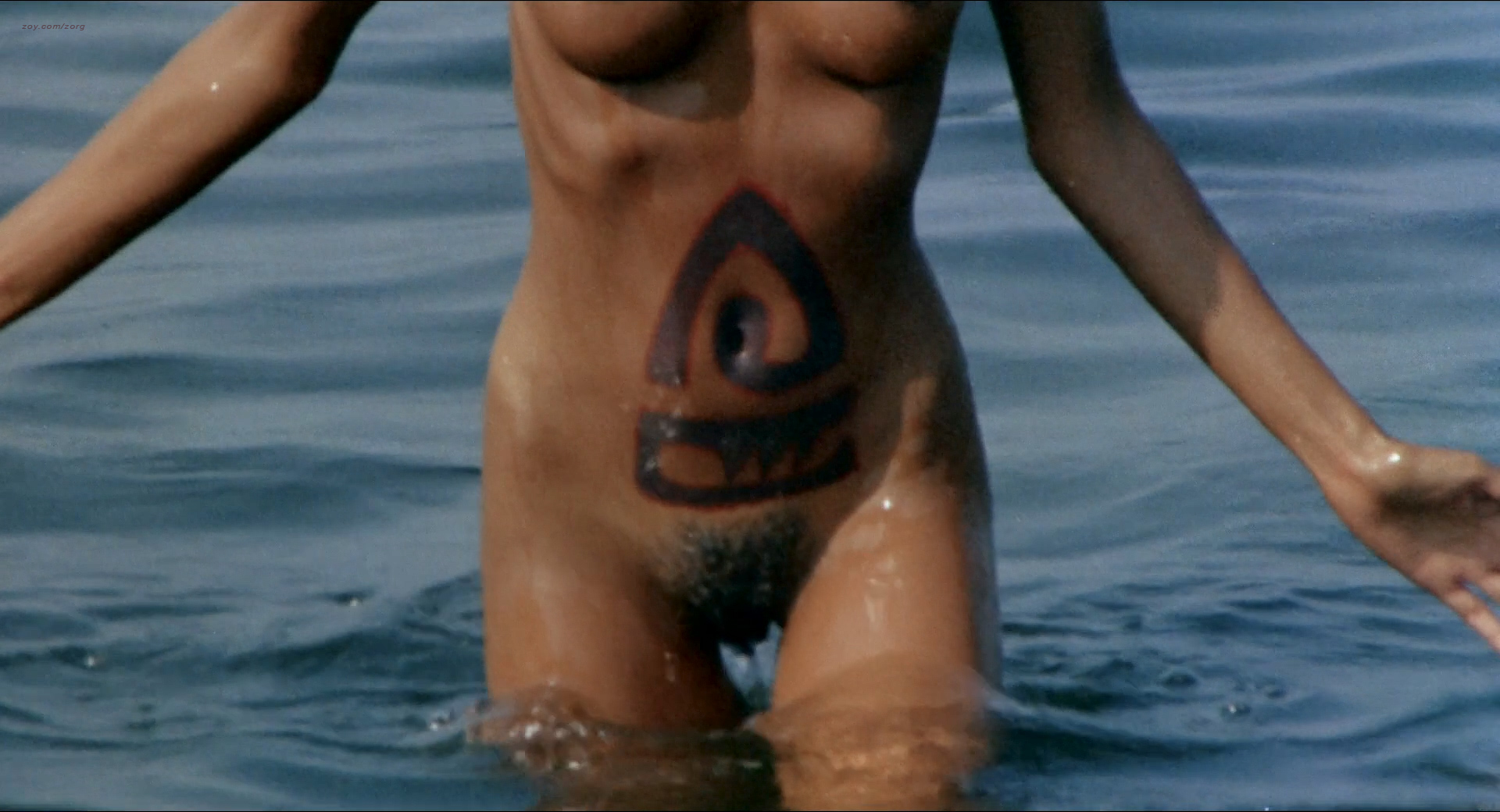
Emanuelle avec un symbole dessiné sur le ventre dans Emanuelle et les Derniers Cannibales.

Les films italiens s'inspirent de la série française Emmanuelle interprétée par Sylvia Kristel. L'«  Emanuelle » italienne comporte une seule  « m »  et est une photo‑reporter, interprétée par l'actrice d'origine indonésienne  Laura Gemser.
La série, qui débute avec le film Black Emanuelle en Afrique (1975) d'Albert Thomas, nom d'emprunt du réalisateur italien Adalberto Albertini, devient populaire avec La Possédée du vice (1976) réalisé par Joe D'Amato, qui réalisera les films suivants caractérisant Emanuelle : une femme forte et indépendante qui se trouve impliquée dans différentes affaires comme la traite des blanches ou des perversions sexuelles. 
D'abord constitué seulement de scènes érotiques, à partir de Black Emanuelle en Amérique, certains films ont été « renforcés » avec des scènes pornographiques dans lesquelles n'apparaissent pas les acteurs principaux.
La série est complétée par Bruno Mattei, qui tourne Pénitencier de femmes et Révolte au pénitencier de filles, orientant la série vers le genre Women in prison.

## Le succès
La série au box office a encaissé avec Black Emanuelle en Afrique 2,5 milliards de lires, c'est-à-dire 3,3 millions d'entrées, ce qui le place 19e du box-office Italie 1975-1976, Black Emanuelle en Amérique a encaissé 636 millions, et Emanuelle et les Derniers Cannibales 563 millions.

## La protagoniste
Laura Gemser la protagoniste du rôle est rebaptisée dès le premier film Emanuelle, mais retrouve son véritable nom à partir du deuxième. 
Dans le film Black Emmanuelle 2 (it), Shulamith Lasri, une mannequin d'origine orientale, remplace Laura Gemser mais cela reste sans suite. Gemser dans ce rôle devient la vraie vedette du genre érotique italien. 
Laura Gemser interprète un personnage nommé toujours Emanuelle dans Amour libre (1974), et Vicieuse et manuelle (1976).

## Les apocryphes
Cette série même étant née comme apocryphe, produit à son tour une série secondaire italienne réalisée à bas coût dont le titre accrocheur se limite au nom du titre ou au nom de l'actrice protagoniste dont le titre principal est Black Emmanuelle, White Emmanuelle (it). 
S'engrange aussi une tentative de série parallèle avec un personnage similaire Emy Wong dans le film L'Éveil des sens d'Emy Wong (it) (1977), alternativement titré Yellow Emanuelle, réalisé par Bitto Albertini ayant comme protagoniste l'actrice chinoise Chai Lee (en), mais le projet s'arrête net puisque la protagoniste se suicide à la fin du film.

## Filmographie

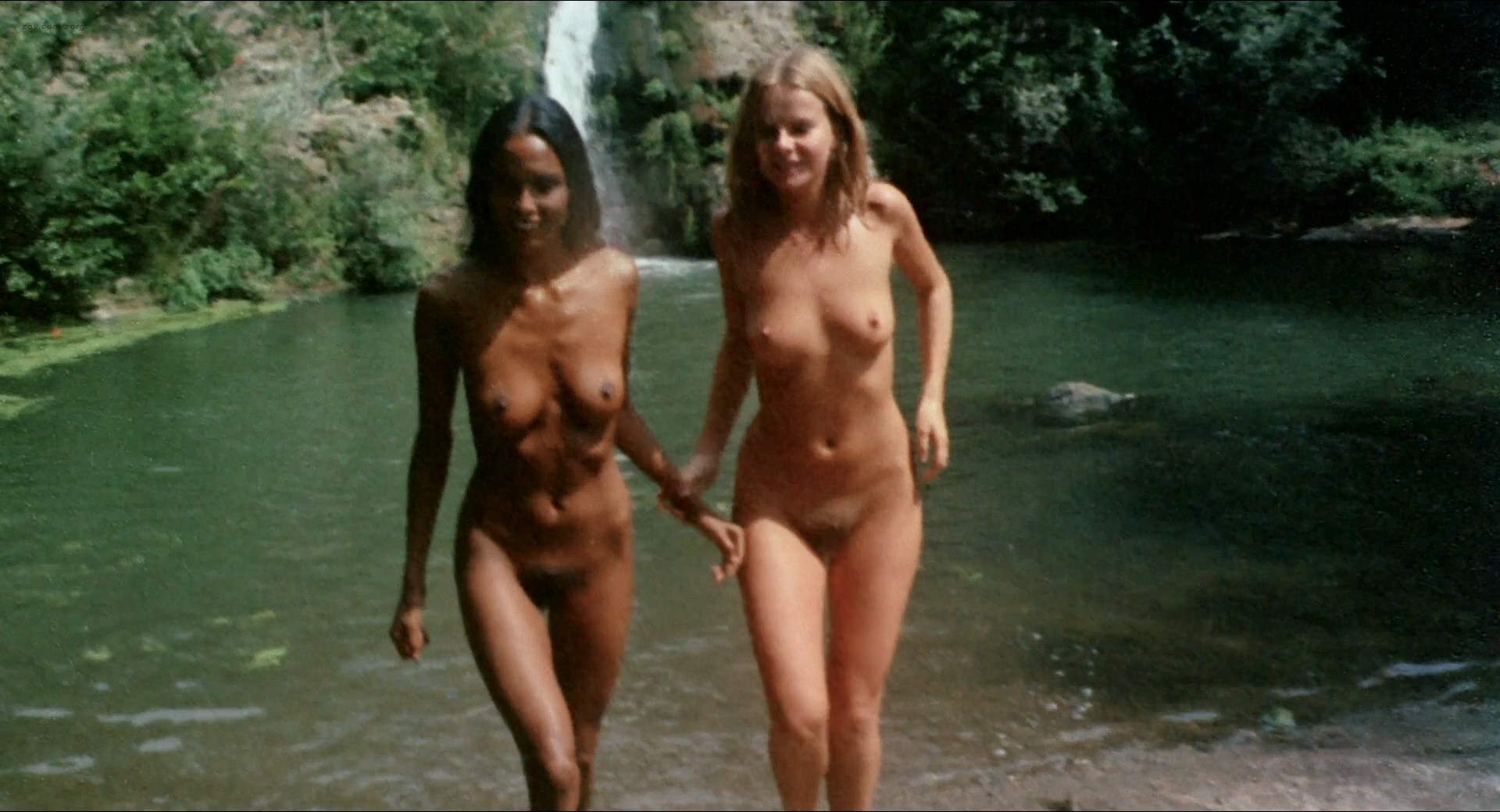
Laura Gemser et Monica Zanchi dans Emanuelle et les Derniers Cannibales.

### Série officielle
- 1975 : Black Emanuelle en Afrique (Emanuelle nera), de Bitto Albertini
- 1976 :
  - La Possédée du vice (Emanuelle nera - Orient Reportage) de Joe D'Amato
  - Black Emanuelle en Amérique (Emanuelle in America) de Joe D'Amato
- 1977 :
  - Emanuelle autour du monde (Emanuelle - perchè violenza alle donne?) de Joe D'Amato
  - Emanuelle et les Derniers Cannibales (Emanuelle e gli ultimi cannibali) de Joe D'Amato
- 1978 : Emanuelle et les filles de madame Claude (La via della prostituzione) de Joe D'Amato
- 1982 : Pénitencier de femmes (Violenza in un carcere femminile) de Bruno Mattei et Claudio Fragasso
- 1983 : Révolte au pénitencier de filles (Blade Violent - I violenti) de Bruno Mattei et Claudio Fragasso

### Série non officielle
- 1976 :
  - Black Emmanuelle 2 (it) (Emanuelle nera nº 2) de Bitto Albertini
  - Vicieuse et manuelle (Velluto nero) de Brunello Rondi
  - Black Emmanuelle, White Emmanuelle (it) (Emmanuelle bianca e nera) de Mario Pinzauti
- 1977 : 
  - Emmanuelle et les Collégiennes (it) (Suor Emanuelle) de Giuseppe Vari
  - L'Éveil des sens d'Emy Wong (it) (Il mondo dei sensi di Emy Wong) de Bitto Albertini
- 1978 : 
  - Le notti porno del mondo (it) de Bruno Mattei et Joe D'Amato
  - Le notti porno nel mondo nº 2 (it) de Joe D'Amato